# Aleksandros Panagulis
Aleksandros Panagulis (ur. 2 lipca 1939 w Glyfadzie, zm. 1 maja 1976) – grecki polityk i poeta, działacz demokratyczny, członek parlamentu greckiego od 9 grudnia 1974 do śmierci.
Studiował na politechnice w Atenach i od wczesnej młodości poświęcił się działalności politycznej. Po zamachu stanu z 21 kwietnia 1967 sprzeciwił się wojskowemu reżimowi Jeorjosa Papadopulosa i założył organizację Grecki Ruch Oporu. Po nieudanym zamachu na życie Jeorjosa Papadopulosa 13 sierpnia 1968 został aresztowany i skazany na karę śmierci, jednak zamiast tego przeniesiono go do więzienia Boiati. Przyczyną zmiany kary była presja światowej opinii publicznej. W więzieniu Boiati był przez długi czas poddawany okrutnym torturom fizycznym i psychicznym. Dzięki amnestii został zwolniony w sierpniu 1973. W 1974 zakończyły się rządy junty wojskowej (junty czarnych pułkowników) i w pierwszych demokratycznych wyborach Panagulis został wybrany do parlamentu z ramienia Unii Centrum. Walczył o odsunięcie od władzy polityków, którzy współpracowali z rządzącymi wcześniej pułkownikami, a w dalszym ciągu zajmowali stanowiska rządowe. Panagulis był jednak w swych dążeniach osamotniony, otrzymywał natomiast śmiertelne pogróżki. 1 maja 1976 zginął w tajemniczym wypadku samochodowym. Był symbolem wolności, a w jego pogrzebie w Atenach wzięło udział ponad milion ludzi.